# 烏質勒
烏質勒（うしつろく、拼音：Wūzhìlè、? - 706年）は、突騎施（テュルギシュ、Türügeš）部の首領。

## 生涯
烏質勒は西突厥の斛瑟羅の下に隷属し、莫賀達干（バガ・タルカン、Baγa Tarqan：官名）と号していた。
斛瑟羅の政治が冷酷なため、民衆はこれに心服していなかったが、烏質勒が支配下の者をよく撫でて威信があったため、諸胡（ソグド人などの西方民族）は彼に順附し、帳落が次第に強盛となった。烏質勒はその下に20人の都督を置き、それぞれに7千人の兵を統率させ、碎葉（スイアブ）の西北に駐屯した。やがて碎葉を攻撃して手に入れると、牙帳を移してここに居をかまえ、碎葉水を大牙とし、弓月城・伊麗河（イリ川）を小牙とした。その領域は東北が東突厥と、西南が諸胡（昭武九姓）と、東南が西州（トルファン）・庭州（ビシュバリク）と隣接した。
聖暦2年（699年）、烏質勒は子の遮弩を遣わして周（武周）に入朝したため、武則天より厚く尉撫を加えられた。
久視元年（700年）、斛瑟羅は周に入朝して左衛大将軍・平西軍大総管を拝命したが、支配下の部衆が烏質勒の侵略を受けて弱小になったので、敢えて蕃地へ帰ろうとはしなかった。そのため、彼の支配領域はすべて烏質勒に併合されてしまった。
神龍2年（706年）春、烏質勒が懐徳郡王に封ぜられることが決定された。12月、烏質勒は安西大都護の郭元振と軍事を議していたが、厳しい風雪と老齢のため、死去してしまう。中宗は詔によって烏質勒を懐徳郡王に封じるため、御史大夫の解琬を烏質勒のもとへ赴かせて冊立させようとしたが、すでに烏質勒が死去していたので、烏質勒の子である娑葛を嗢鹿州都督・左驍衛大将軍とし、父の封爵を襲名させた。

## 参考資料
- 『旧唐書』列伝第一百四十四下
- 『新唐書』列伝百四十下 突厥下
- 『資治通鑑』巻第二百六、巻第二百七、巻第二百八